# Hormone gastro-intestinale
Les hormones gastro-intestinales (ou hormones intestinales) sont des hormones sécrétées par les cellules entéro-endocrines de l'estomac, du pancréas et de l'intestin grêle qui contrôlent diverses fonctions des organes digestifs. La plupart des peptides intestinaux, tels que la sécrétine, la cholécystokinine ou la substance P, jouent un rôle de neurotransmetteurs et de neuromodulateurs dans les systèmes nerveux central et périphérique. 
Les cellules entéro-endocrines ne sont pas réunies en glandes, mais disséminées dans tout le tube digestif. Elles exercent leurs actions autocrines et paracrines en participant à la fonction digestive gastro-intestinale. 

## Types
Les hormones gastro-intestinales peuvent être divisées en trois groupes en fonction de leur structure chimique. 
- Famille de la gastrine-cholécystokinine : gastrine et cholécystokinine
- Famille de la sécrétine: sécrétine, glucagon, peptide intestinal vasoactif et peptide inhibiteur gastrique
- Famille de la somatostatine
- Famille de la motiline
- Substance P.

La ghréline est une hormone peptidique sécrétée au niveau de l'estomac et du foie. Elle est souvent appelée « hormone de la faim », car son taux est élevé chez les personnes à jeun. Les agonistes de la ghréline peuvent être utilisés pour traiter des maladies telles que l'anorexie et la perte d'appétit chez les patients cancéreux. Les traitements par la ghréline contre l'obésité font toujours l'objet d'un examen minutieux et aucune preuve concluante n'a été atteinte. Cette hormone stimule la libération d'hormone de croissance. L'amyline contrôle l'homéostasie du glucose et la motilité gastrique. 
Le polypeptide insulinotrope dépendant du glucose possède une influence aiguë sur la consommation de nourriture par ses effets sur les adipocytes. 
L'oxyntomoduline joue un rôle dans le contrôle de la sécrétion d'acide gastrique et de la satiété. 
| Hormone ou peptide                     | Poids moléculaire (Da) | Nombre d'acides aminés | Localisation intestinale principale                                           | Principales actions physiologiques |  |  |
| -------------------------------------- | ---------------------- | ---------------------- | ----------------------------------------------------------------------------- | --- |  |  |
| Famille gastrine                       |                        |                        |                                                                               | |  |  |
| Cholécystokinine                       | 3918                   | 33 (aussi 385, 59)     | Duodénum et jéjunum, nerfs entériques                                         | Stimule la contraction de la vésicule biliaire et la motilité intestinale; stimule la sécrétion d'enzymes pancréatiques, d'insuline, de glucagon et de polypeptides pancréatiques; joue un rôle dans l'indication de satiété; le cholécystokinine (CCK) -8, peptide de 8 acides aminés C-terminal, conserve toute son activité |  |  |
| Petite gastrine                        | 2098                   | 17                     | Les deux formes de gastrine se trouvent dans l’antre gastrique et le duodénum | Les gastrines stimulent la sécrétion d'acide gastrique, de pepsinogène, de facteur intrinsèque et de sécrétine; stimuler la croissance de la muqueuse intestinale; augmenter la motilité gastrique et intestinale |  |  |
| Grosse gastrine                        | 3839                   | 34                     | Les deux formes de gastrine se trouvent dans l’antre gastrique et le duodénum | Les gastrines stimulent la sécrétion d'acide gastrique, de pepsinogène, de facteur intrinsèque et de sécrétine; stimuler la croissance de la muqueuse intestinale; augmenter la motilité gastrique et intestinale |  |  |
| Famille de la sécrétine-glucagon       |                        |                        |                                                                               | |  |  |
| La sécrétine                           | 3056                   | 27                     | Duodénum et jéjunum                                                           | Stimule la sécrétion pancréatique de HCO 3 , d'enzymes et d'insuline; réduit la motilité gastrique et duodénale, inhibe la libération de gastrine et la sécrétion d'acide gastrique |  |  |
| Polypeptide intestinal vasoactif (VIP) | 3326                   | 28                     | Nerfs entériques                                                              | Détend le muscle lisse de l'intestin, les vaisseaux sanguins et le système génito-urinaire; augmente la sécrétion d'eau et d'électrolytes par le pancréas et l'intestin; libère des hormones du pancréas, de l'intestin et de l'hypothalamus                                                                                   |  |  |
| Insulinotrope dépendant du glucose     | 4976                   | 42                     | Duodénum et jéjunum                                                           | Stimule la libération d'insuline; réduit la motilité gastrique et intestinale; augmente la sécrétion de liquides et d'électrolytes à partir de l'intestin grêle |  |  |

| Hormone ou peptide                            | Les principaux tissus dans l'intestin | Principales actions connues                                                          |
| --------------------------------------------- | ------------------------------------- | ------------------------------------------------------------------------------------ |
| Bombesin                                      | Dans l'intestin et le pancréas        | Stimule la libération de cholécystokinine (CCK) et de gastrine                       |
| Peptide lié au gène de la calcitonine         | Nerfs entériques                      | Pas clair                                                                            |
| Chromogranine A                               | Cellules neuroendocrines              | Protéine sécrétoire                                                                  |
| Enképhalines                                  | Duodénum                              | Actions de type opiacé                                                               |
| Enteroglucagon                                | Intestin grêle, pancréas              | Inhibe la sécrétion d'insuline                                                       |
| Galanin                                       | Nerfs entériques                      |                                                                                      |
| Ghréline                                      | Estomac                               | Stimule l'appétit, augmente la vidange gastrique                                     |
| Peptide de type glucagon 1                    | Pancréas, iléon                       | Augmente la sécrétion d'insuline                                                     |
| Peptide 2 de type glucagon                    | Iléon, colon                          | Hormone de croissance spécifique aux entérocytes                                     |
| Facteurs de croissance                        | Dans l'intestin                       | Prolifération cellulaire et différenciation                                          |
| Facteur de libération d'hormone de croissance | Intestin grêle                        | Pas clair                                                                            |
| Leptine                                       | Estomac                               | Contrôle de l'appétit                                                                |
| Motilin                                       | Dans l'intestin                       | Augmente la vidange gastrique et la motilité de l'intestin grêle                     |
| Neuropeptide Y                                | Nerfs entériques                      | Régulation du flux sanguin intestinal                                                |
| Neurotensine                                  | Iléon                                 | Affecte la motilité de l'intestin; augmente la sécrétion de liquide jéjunal et iléal |
| Polypeptide pancréatique                      | Pancréas                              | Inhibe la sécrétion pancréatique et bilary                                           |
| Peptide YY                                    | Côlon                                 | Inhibe la prise de nourriture                                                        |
| Somatostatine                                 | Estomac, pancréas                     | Inhibe la sécrétion et l'action de nombreuses hormones                               |
| Substance P                                   | Nerfs entériques                      | Pas clair                                                                            |
| Peptides de trèfle                            | Estomac, intestin                     | Protection et réparation de la muqueuse                                              |

## Voir également
- Hormone, système endocrinien
- Système digestif, tractus gastro-intestinal
- Peptide YY